# مقاطعة بينزي (ميشيغان)
مقاطعة بينزي هي مقاطعة تقع في منطقة شمال غرب وسط شبه الجزيرة السفلى بولاية ميشيغان الأمريكية، بلغ عدد سكانها 17٬525 نسمة، وذلك بحسب تعداد عام 2010، عاصمتها بيولا، تبلغ مساحتها 2٬226 كيلومتر مربع.

## الموقع
تشترك في الحدود مع:
- مقاطعة ليلاناو - من جهة الشمال
- مقاطعة مانيستي - من جهة الجنوب
- مقاطعة دور - من جهة الشمال الغربي
- مقاطعة غراند ترافيرس - من جهة الشرق
- مقاطعة كيواوني - من جهة الجنوب الغربي

## التقسيمات الإدارية
- بيولا.